# Occupational Hazard
Occupational Hazard es el cuarto álbum de estudio de Unsane, lanzado el 27 de enero de 1998 por Relapse Records. La canción "Committed" está incluida como soundtrack del videojuego Tony Hawk's Pro Skater.

## Recepción
Bake Butler de Allmusic describió el álbum como "te golpea como un semi, es como una patada en los dientes y ha derribado tres tramos de escaleras a la vez. [...] En cierto modo es diferente a cualquier otro álbum, ellos gritan en la cara de una forma muy emotiva con dañinas letras, mientras que rompen las barreras musicales, así como también tus tímpanos".

## Lista de canciones
1. "Committed" - 2:42
2. "This Plan" - 3:18
3. "Over Me" - 2:56
4. "Take in the Stray" - 3:07
5. "Stop" - 3:36
6. "Wait to Lose" - 3:03
7. "Sick" - 2:35
8. "Hazmat" - 3:08
9. "Smells Like Rain" - 2:38
10. "Lead" - 3:17
11. "Humidifier" - 2:43
12. "Scam" - 2:43
13. "Understand" - 3:21

## Créditos
Unsane
- Dave Curran – Bajo, voz
- Vinny Signorelli – Batería
- Chris Spencer – Guitarra, voz

Personal técnico
- Adam Peterson – Diseño
- Willian J. Yurkiewicz Jr; Matthew F. Jacobson – Productor ejecutivo
- William Yurkiewicz, Jr; Dave Shirk – Mastering
- D. Sardy – Mezcla
- James Rexroad – Fotos de portada y en vivo
- Stuart Matz – Otras fotos
- Billy Anderson – Grabación (tracks: 1 to 7, 9, 10, 12, 13),
- Bruce Hathaway – Grabación (tracks: 8, 11)